# 4千纪
4千纪，或称第4个千年，是指从公元3001年1月1日至公元4000年12月31日之间的这一段时间。

## 预测事件
- 由于人类活动而引起的全球变暖将导致全球海平面上升2.1米至6.8米左右。[1]
- 3015年：美国概念艺术家乔纳森·奇兹（英语：Jonathon Keats）放置于坦佩ASU艺术博物馆中的相机将会停止曝光。[2]
- 3017年：物理学家安德魯·肯尼迪（Andrew Kennedy）预测，人类文明正處於可以抵达巴纳德星的最短时间內（假设自2007年起人类保持每年1.7%的经济增长以及对应的输出功率增长）。[3]
- 3183年：德国韦姆丁的公共艺术作品——时间金字塔计划将届时完成。[4]

## 天文現象
- 地球會出現2366次日食。
- 3000年+：由于月球潮汐力使得地球自转放缓，平均太阳日长度很可能超过国际单位制下的86,400¹⁄₃₀秒，世界协调时制度下就算每月加一次闰秒也无法与UT1系统保持同步了。为了修正这一问题，要么每月有数天都要增加闰秒，要么在一些月份的月底额外添几个闰秒。[5]

## 科幻作品中的4千纪
- 《星际迷航發現號》第三季時間點為3188年。
- 3597年（宇宙曆796年、帝國曆487年），銀河帝國與自由行星同盟爆發亞斯提會戰，為《銀河英雄傳說》故事開始。